# Peter Mooney
Peter Mooney, né le 19 août 1983 à Winnipeg dans la province de Manitoba, est un acteur canadien. Il est principalement connu pour avoir tenu le rôle de Nick Collins dans la série télévisée Rookie Blue.

## Filmographie

### Au cinéma
- 2009 : Summer's Blood de Lee Demarbre : Tom  Hoxey

### À la télévision
- 2005 : Cyclone Catégorie 7 : Tempête mondiale de Dick Lowry (téléfilm) : Peter
- 2009 : Monsieur Décembre (12 Men of Christmas) d'Arlene Sanford (téléfilm) : Noah
- 2011 : Camelot (série) : Kay
- 2012 - 2015 : Rookie Blue (série) : Nick Collins
- 2013 : Heartland,saison7 épisode 5: Tâche délicate : Brian Tanner
- 2014 - 2016 :  Saving Hope, saison 4, 10 Épisodes : Dr Jeremy Bishop
- 2015 - 2016 : Heroes Reborn : Francis
- 2017 : 30 jours pour se marier (Betting on the bride), (téléfilm) : Damon Hadley
- 2018 : Burden of Truth (Le fardeau de la preuve), série : Billy Crawford